# Steatomys krebsii
Steatomys krebsii is een zoogdier uit de familie van de Nesomyidae. De wetenschappelijke naam van de soort werd voor het eerst geldig gepubliceerd door Peters in 1852.